# أولاد يحيى بن احمد (بني حمليل)
أولاد يحيى بن احمد هو دُوَّار يقع بجماعة سيدي بوبكر، إقليم جرادة، جهة الشرق في المملكة المغربية. ينتمي الدوّار لمشيخة بني حمليل التي تضم 5 دواوير. يقدر عدد سكانه بـ 349 نسمة حسب الإحصاء الرسمي للسكان والسكنى لسنة 2004.

## روابط خارجية
- البوابة الوطنية للجماعات الترابية
- المندوبية السامية للتخطيط